# Ceriomydas fraudulentus
Ceriomydas fraudulentus is een vliegensoort uit de familie Mydidae. De wetenschappelijke naam van de soort is, geplaatst in het geslacht Mydas, voor het eerst geldig gepubliceerd in 1898 door Williston.
De soort komt voor in Brazilië.